# Rosenporina
Rosenporina (Porina lectissima) är en lavart som först beskrevs av Elias Fries, och fick sitt nu gällande namn av Alexander Zahlbruckner. Rosenporina ingår i släktet Porina och familjen Porinaceae.  Arten är reproducerande i Sverige. Inga underarter finns listade i Catalogue of Life.